# Antonio Ramos Espejo (cineasta)
Antonio Ramos Espejo (Alhama de Granada, Granada, 5 de noviembre de 1875-Madrid, 1944) fue un empresario español, pionero del cine comercial en España y Asia.

## Biografía
Conocido coloquialmente como «el chino», nació en una familia acomodada que perdió parte de sus posesiones en el terremoto de 1884. En 1896 se alistó en el ejército y fue enviado a Filipinas, entonces colonia española. Ya en 1895 había comprado una cámara de cine Lumière en Francia, que trasladó a Filipinas, donde grabó varias producciones con escenas de calle, con la ayuda de los misioneros agustinos recoletos con títulos como Fiesta en Quiapo y Panorama de Manila.
En 1903, viajó a Shanghái con la ayuda del prior agustino Gaudencio Castrillo y en la ciudad china proyectó varias películas en una tetería y, posteriormente en el Pabellón del Loto Verde. Cinco años después fundó el cine Hongkew (Hongkou), que se abrió al público el 22 de diciembre de 1908, considerado el primer cine comercial de la China continental dedicado exclusivamente a la proyección de películas y con un aforo de 250 personas. En 1909, abrió el cine Victoria en la misma ciudad y, en 1914, el Olympic, que proyectaba películas estadounidenses. El arquitecto Abelardo Lafuente diseñó la mayoría de los cines de nueva planta de Ramos, así como su villa particular, en el estilo neo-mudéjar que Lafuente popularizó en Shanghái. En sus salas se estrenaron El chico, de Charles Chaplin, que le conllevó una denuncia por contrabando por tratarse de ser una copia ilegal o Purity, censurada por sus desnudos. Para luchar contra el escaso interés que muestran los chinos hacia las películas occidentales, y sobre todo americanas, el propio Antonio Ramos se convierte en director y, más tarde, en productor de sus propias películas de cine mudo rotuladas en chino mandarín a través de The Ramos Amusement Corporation, con el drama Veneful tide y la comedia The Foolish Policeman.
Abandonó China a finales de 1927 y se estableció en Madrid, donde fundó el cine Rialto, en la Gran Vía, en 1930. Antonio Ramos falleció en Madrid en el año 1944, a los 69 años de edad.